# Wyznanie Wiary Chrześcijan Wiary Ewangelicznej
Wyznanie Wiary Chrześcijan Wiary Ewangelicznej – protestanckie wyznanie wiary zredagowane przez kaznodzieję fińskiego pochodzenia – Nickolasa Poysti, misjonarza zielonoświątkowego, który wiele lat poświęcił na upowszechnianie pentekostalizmu w Rosji. Treść wyznania wiary została oparta na tekstach biblijnych i zakorzeniona jest w arminiańskiej tradycji wiary chrześcijańskiej. Wyznanie Wiary Chrześcijan Wiary Ewangelicznej zostało napisane w języku rosyjskim, a następnie przetłumaczone na szereg innych języków. W języku polskim ukazało się w 1948 r. w Kętrzynie na Mazurach nakładem Kościoła Chrześcijan Wiary Ewangelicznej. Wyznanie wiary ma charakter fundamentalistyczny, sprzeciwiający się liberalizmowi i modernizmowi niektórych ugrupowań zielonoświątkowych. Akceptowane jest przez wiele konserwatywnych zborów zielonoświątkowych, czerpiących z tradycji ruchu Chrześcijan Wiary Ewangelicznej.

## Treść
- Wstęp
- O Bogu i Św. Trójcy
  - Ojciec i Syn i Duch Święty
- O narodzeniu, życiu, śmierci, zmartwychwstaniu i wniebowstąpieniu Jezusa Chrystusa
- Pismo Święte (Biblia) jest naszym jedynym drogowskazem w sprawie zbawienia.
  - Księgi Starego Testamentu
  - Księgi Nowego Testamentu
- Bóg – Stwórca
- Bóg – opatrzność
- O grzechu człowieka
- O pierworodnym grzechu
- O grzechu w ogóle
- O grzechu po nawróceniu
- O odkupieniu rodzaju ludzkiego
- O tym, jak człowiek przyjmuje zbawienie wykonane przez Jezusa Chrystusa
- O przeznaczeniu i tak zwanym „wiecznym zabezpieczeniu”
- O chrzcie Duchem Świętym
- O kościele
  - Kościół Powszechny
  - Kościół Miejscowy
  - Członkowie miejscowego Kościoła
  - Kościół domowy
- Służebnicy Kościoła miejscowego
  - Obowiązki prezbiterów
  - Obowiązki diakonów
- O Chrzcie i Wieczerzy Pańskiej
  - Chrzest wodny
  - Wieczerza Pańska
- O naszym stosunku do władzy państwowej
- O rodzinie
- O Powtórnym Przyjściu Pańskim
- Stan sprawiedliwych i niewierzących w przyszłym życiu
  - Ważne uwagi
- O uzdrowieniu
- Zakończenie